# 夢の旅人 (松山千春の曲)
「夢の旅人」（ゆめのたびびと）は、松山千春が1982年9月5日にリリースした13枚目のシングルである。

## 解説
本シングル発売前の1982年7月24日、真駒内屋外競技場で5万人を集めたコンサート「Big Summer Scene '82 大いなる愛よ夢よ」で、今後の決意表明としてアンコールの最後に歌われた。その時の模様は、ライブ・アルバム『STAGE 7-24-1982 MAKOMANAI SAPPORO』に、MCも含め収録されている。

## 収録曲
| 全作詞・作曲: 松山千春、全編曲: 松井忠重。 |                |          |            |      |
| #                                          | タイトル       | 作詞     | 作曲・編曲 | 時間 |
| 1.                                         | 「夢の旅人」   | 松山千春 | 松山千春   | 5:17 |
| 2.                                         | 「二人の季節」 | 松山千春 | 松山千春   | 4:20 |
| 合計時間:                                  | 合計時間:      | 9:37     |            |      |